# Betula regeliana
Betula regeliana är en björkväxtart som beskrevs av Viktor Nikolayevich Vassiljev. Betula regeliana ingår i släktet björkar, och familjen björkväxter. Inga underarter finns listade.